# Bo Ralph
Bo Ralph (født 4. oktober 1945 i Göteborg i Sverige) er en svensk sprogforsker, professor i nordiske sprog og medlem af Svenska Akademien.
Efter sin kandidateksamen i filosofi i 1969 og videre forskning i fonologi, som ledte til afhandlingen Phonological differentiation, Studies in Nordic Language History, promoveredes Ralph til ph.d. i 1975 og blev docent 1977. Han arbejdede længe sammen med Sture Allén i projektet Lexikalisk databas på instituttet for sprogvidenskabelig databehandling (sprogdata) ved Göteborgs Universitet (og frembragte Svensk ordbok, der udkom 1986). Ralph var professor ved instituttet for nordiske sprog ved Stockholms Universitet 1982–1984 og derefter ved Göteborgs Universitet. Han har især virket indenfor emnet leksikografi.
I 1999 blev Ralph valgt til Det Norske Videnskaps-Akademi og den 15. april 1999 blev han valgt til Svenska Akademien for at efterfølge Torgny T:son Segerstedt i stol nummer to. Ralph indtrådte i Svenska Akademien den 20. december 1999. Siden 2004 er han også medlem af Agder Vitenskapsakademi med sæde i Kristiansand i Norge.